# Thanh tùng châu Âu
Taxus baccata là một loài cây thường xanh thuộc họ Thanh tùng, và là loài bản địa ở phía Tây Trung và Nam Âu, phía tây Bắc Phi, phía bắc Iran và Tây Nam Á. Đây là loài cây ban đầu được biết với tên thanh tùng. So với các loài nổi tiếng khác có liên quan, loài này có tên phổ biến là Thanh tùng Anh hay Thanh tùng châu Âu,. Cây được trồng chủ yếu làm cảnh. Đa số các bộ phận của cây có độc và nếu ăn phải lá có thể tử vong.

## Mô tả
Thanh tùng châu Âu là loại thanh tùng duy nhất mọc tự nhiên ở châu Âu, nó cũng là loại cây chịu đựng bóng tối nhất của châu Âu.